# Позоришни фестивал Нушићеви дани
Фестивал Нушићеви дани је позоришни фестивал који се од 1984. године традиционално одржава у Смедереву. 

## О фестивалу
Фестивал је направљен са идејом представљања ширј публици комедиографски опус Бранислава Нушића, који је детињство и младост провео у Смедереву.
Фестивал Нушићеви дани постоји од 1984. године, и окупља драмске уметнике, глумце, редитеље, позоришне критичаре и многе друге из света уметности.

## Награде
Нушићева награда се од 1990. године додељује за животно дело глумцу комичару а од 1995. године и награда публике за глумачко остварење.
Од 2007. године постоји Нушићева награда за најбољу представу на основу гласова публике, и награда за најбољу пресдставу по оцени жирија 0д 2004., док је 2011. настала и Нушићева награда позоришном редитељу за ревитализацију драмске класике на театарским сценама у земљи и иностранству која се додељује бијенално.
Године 1991. у Смедереву је откривен споменик Браниславу Нушићу који је направио мр Власта Филиповић, академски вајар.  Исте године започињу сусрети школа које носе име Бранислав Нушић.